# Fiat 656F
Le FIAT 656F est un modèle de trolleybus fabriqué par le constructeur italien Fiat V.I. SpA entre 1940 et 1949 avec une caisse carrossée par Casaro ou Varesine.
Ce modèle succède au Fiat 635F du milieu des années 1930 et repose sur un châssis Fiat 656RN de 10 mètres à 2 essieux avec moteur Fiat V.I.. Le nombre de places est de 22 assises et un global de 89. Le rayon de giration est réduit à 9 mètres.
Les premiers exemplaires furent livrés aux sociétés des transports publics de Gênes, Milan et Crémone. Tous les véhicules construits sont restés en service durant plus de 40 ans. Beaucoup ont ensuite été revendus dans différents pays dont la Grèce.

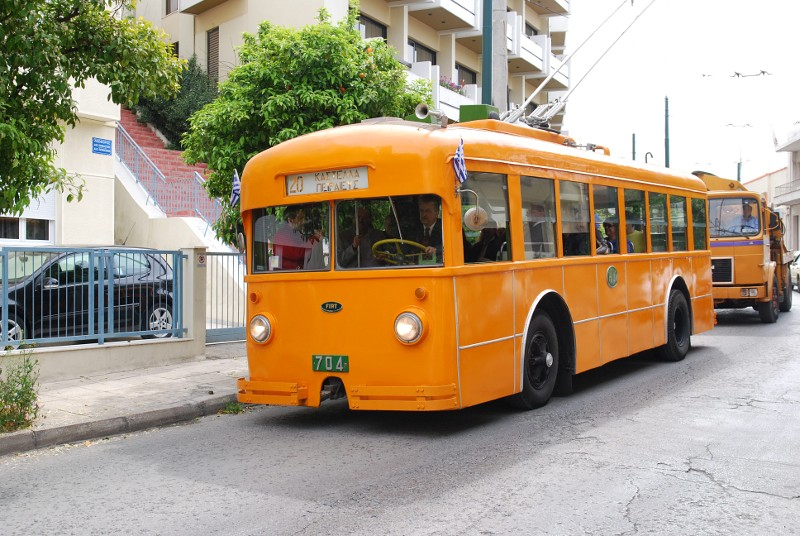
Trolleybus Fiat 656F dans les rues d'Athènes en 2009

Sur le marché des villes italiennes, il était en concurrence avec les Alfa Romeo 500F - SPA 34C - Isotta Fraschini F2 ou Breda MTR290.
Ce modèle, outre son succès en Italie, a été largement exporté, dans une configuration carrossée CaNSA avec un équipement électrique Marelli, il a notamment inauguré le réseau HEM d'Athènes. C'est en 1939 que la régie des transports de la capitale grecque commanda à Fiat 12 exemplaires du Fiat 656F pour créer la première ligne de trolleybus de la ville, la ligne 20 du Pirée. Ces véhicules ne seront mis en service que 10 ans plus tard à cause des conséquences de la seconde guerre mondiale. Portant les matricules 701 à 712, ils avaient une esthétique très différente des modèles utilisés en Italie car, répondant au cahier des charges d'Athènes, ils avaient une face avant qui les rendaient très vieillots. Equipés comme en Italie du volant à droite, leur fiabilité fut plus qu'avérée puisque toutes les voitures étaient encore en service régulier sur la ligne la plus dure de la capitale jusqu'en 1989. La voiture 704 est conservée en état pour des manifestations populaires ou pour servir dans le tournage de films d'époque.
La Grèce a toujours été très ouverte au matériel de transport public italien et le réseau de transport urbain d'Athènes s'est doté entre 1953 et 1954 de 80 trolleybus à trois essieux Alfa Romeo 140AF avec une carrosserie Casaro qui ont favorisé l'adoption par le pays de la couleur orange clair pour distinguer les autobus urbains.